# 仁宇布駅

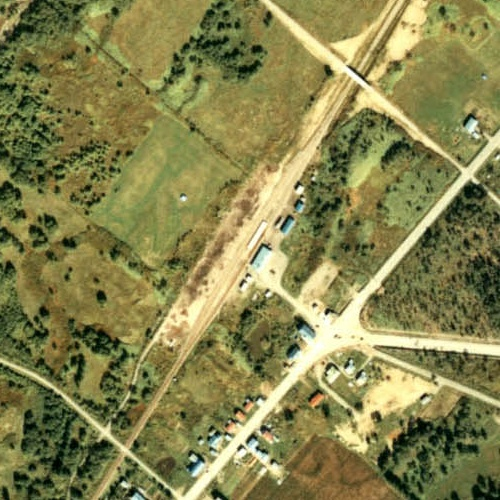
駅周辺を写した航空写真。画像中央が仁宇布駅、左下方向が美深駅方面、右上方向が北見枝幸駅方面。1977年度撮影。

仁宇布駅（にうぷえき）は、北海道中川郡美深町字仁宇布にあった日本国有鉄道（国鉄）美幸線の駅（廃駅）である。事務管理コードは▲122706。

## 歴史
1964年（昭和39年）に美幸線の当面の終着駅として開業し、その後も当駅から興浜北線北見枝幸駅までの建設工事が進められ、路盤やトンネル、橋梁が全て完成したものの、1980年（昭和55年）に国鉄再建法の施行に伴い、工事は凍結されて未成に終わるとともに、開業区間も廃線となった。
また、貨物取り扱い駅だったが、1979年度（昭和54年度）以降は取り扱い実績がほとんどなく、1984年（昭和59年）2月1日で貨物取り扱いは廃止された。
- 1964年（昭和39年）10月5日 - 日本国有鉄道美幸線美深駅 - 当駅間開通に伴い開業[1][4][5]。一般駅。
- 1966年（昭和41年）12月21日 - 駅舎全焼。
- 1967年（昭和42年）11月6日 - 新駅舎落成[6]。
- 1984年（昭和59年）2月1日 - 貨物・荷物取扱い廃止[1][3]。
- 1985年（昭和60年）9月17日 - 美幸線の廃止に伴い廃駅となる[1][7]。

### 駅名の由来
地名より。アイヌ語の「ニウプ（niupu）」に由来するが、諸説あり、更科源蔵は「森林がある川」の意である、としている。国鉄北海道総局が発行した『北海道　駅名の起源』には「『ペンケニウプ』（小川の上流の森）」から、とされている。

## 駅構造
廃止時点で、島式ホーム（片面使用）1面1線を有する地上駅であった。ホームは線路の北東側（仁宇布方面に向かって左手側）に存在した。列車の発着に使用する駅舎側の1番線だけではなく、駅舎と反対側の乗り場（2番線）の線路も敷設され側線扱いとなっていた。2線はホームの先で収束し、路線延長時には列車交換が可能な構造となっていた。ほかに2番線の外側に貨物用の側線（3番線）を1本有した。
職員配置駅となっており、木造プレハブ造りの駅舎が存在した。駅舎は構内の南東側に位置し、ホーム南側を結んだ構内踏切で連絡した。1981年（昭和56年）時点で職員は合計6人が配置されていた。
また、1980年（昭和55年）時点では、駅裏に日本鉄道建設公団の線路敷設基地が置かれており、構内にはレールや枕木が積まれていた。

## 利用状況
乗車人員の推移は以下のとおり。年間の値のみ判明している年については、当該年度の日数で除した値を括弧書きで1日平均欄に示す。乗降人員のみが判明している場合は、1/2した値を括弧書きで記した。
| 年度               | 乗車人員 | 乗車人員 | 出典   | 備考            |
| 年度               | 年間     | 1日平均  | 出典   | 備考            |
| ------------------ | -------- | -------- | ------ | --------------- |
| 1978年（昭和53年） |          | 38       | [ 12 ] |                 |
| 1981年（昭和56年） |          | (10.0)   | [ 9 ]  | 1日乗降客数20人 |

## 駅周辺
- 仁宇布簡易郵便局
- 松山湿原 - 駅から南に約5km[9]。
- トロッコ王国美深
- スバル耐寒テストコース　日本最北の自動車テストコース
- 付近の農場は村上春樹の羊をめぐる冒険のモデルのひとつではないかといわれている。
- 名士バス「仁宇布待合室」停留所
- 美深町立仁宇布小中学校

## 駅跡
駅舎は廃止直後の1985年（昭和60年）12月19日から21日にかけて解体された。駅跡は1998年（平成10年）7月4日より美深町のNPO法人トロッコ王国美深の施設として使われている。2000年（平成12年）時点で駅舎は既に撤去されているが、2010年（平成22年）時点でホームや線路は残存している。駅舎跡にログハウス風の事務所が置かれ、当駅跡から辺渓駅方、高広の滝付近へ約5kmの線路が再利用され、エンジン付き保線用軌道自転車の運転体験ができる。
施設内には国鉄583系電車の中間車両サハネ581-19が置かれているものの外観は塗装の剥離や錆が目立ち内部も荒廃している。かつては廃駅となった智東駅の貨車駅舎（ヨ3500形車掌車を改造）が2006年（平成18年）7月3日に移動されて設置されていた。沿線に残存している保線小屋が資材置き場に転用されている。
また、旧駅前広場には蒸気機関車の車輪のモニュメント付きの石碑「美幸線記念碑」が1988年（昭和63年）11月23日に建立されている。2000年（平成12年）時点では北見枝幸方へも0.1kmほどの線路が残存していたが、2010年（平成22年）時点では駅跡の北側までで終わっていた。路盤は2010年時点でもさらに北へ続いている。

## 隣の駅
日本国有鉄道
美幸線
辺渓駅 - 仁宇布駅 - （未成区間）北見大曲駅（計画・仮称）